# Þórir Jóhann Helgason
Þórir Jóhann Helgason (sinh ngày 28 tháng 9 năm 2000) là một cầu thủ bóng đá chuyên nghiệp người Iceland hiện tại đang thi đấu ở vị trí tiền vệ tấn công cho câu lạc bộ Eintracht Braunschweig tại Bundesliga 2, theo dạng cho mượn từ Lecce tại Serie A và Đội tuyển bóng đá quốc gia Iceland.

## Sự nghiệp thi đấu

### U.S. Lecce
Vào ngày 15 tháng 7 năm 2021, Þórir ký bản hợp đồng 4 năm, cùng với một thỏa thuận kéo dài thêm 1 năm với câu lạc bộ Lecce tại Serie B.

#### Cho mượn tại Eintracht Braunschweig
Vào ngày 31 tháng 8 năm 2023, anh chuyển đến câu lạc bộ Eintracht Braunschweig tại Bundesliga 2, với một tùy chọn mua.

### Quốc tế
Þórir ra mắt quốc tế cho Iceland vào ngày 29 tháng 5 năm 2021, trong một trận đấu giao hữu gặp México trên Sân vận động AT&T ở Arlington, Texas.

## Thống kê sự nghiệp
Tính đến 19 tháng 11 năm 2022
| Đội tuyển quốc gia | Năm   | Trận | Bàn thắng |
| ------------------ | ----- | ---- | --------- |
| Iceland            | 2021  | 7    | 0         |
| Iceland            | 2022  | 9    | 2         |
| Total              | Total | 16   | 2         |

## Bàn thắng quốc tế
Tính đến 13 tháng 6 năm 2022
Tỷ số và kết quả liệt kê bàn thắng đầu tiên của Iceland, cột điểm cho biết điểm số sau mỗi bàn thắng của Helgason.
| # | Thời gian           | Địa điểm                               | Đối thủ | Ghi bàn | Kết quả | Giải đấu                    |
| - | ------------------- | -------------------------------------- | ------- | ------- | ------- | --------------------------- |
| 1 | 2 tháng 6 năm 2022  | Sân vận động Sammy Ofer, Haifa, Israel | Israel  | 1–1     | 2–2     | UEFA Nations League 2022–23 |
| 2 | 13 tháng 6 năm 2022 | Laugardalsvöllur, Reykjavik, Iceland   | Israel  | 2–1     | 2–2     | UEFA Nations League 2022–23 |

## Danh hiệu
Iceland
- Cúp Baltic: 2022